# Adam Irigoyen

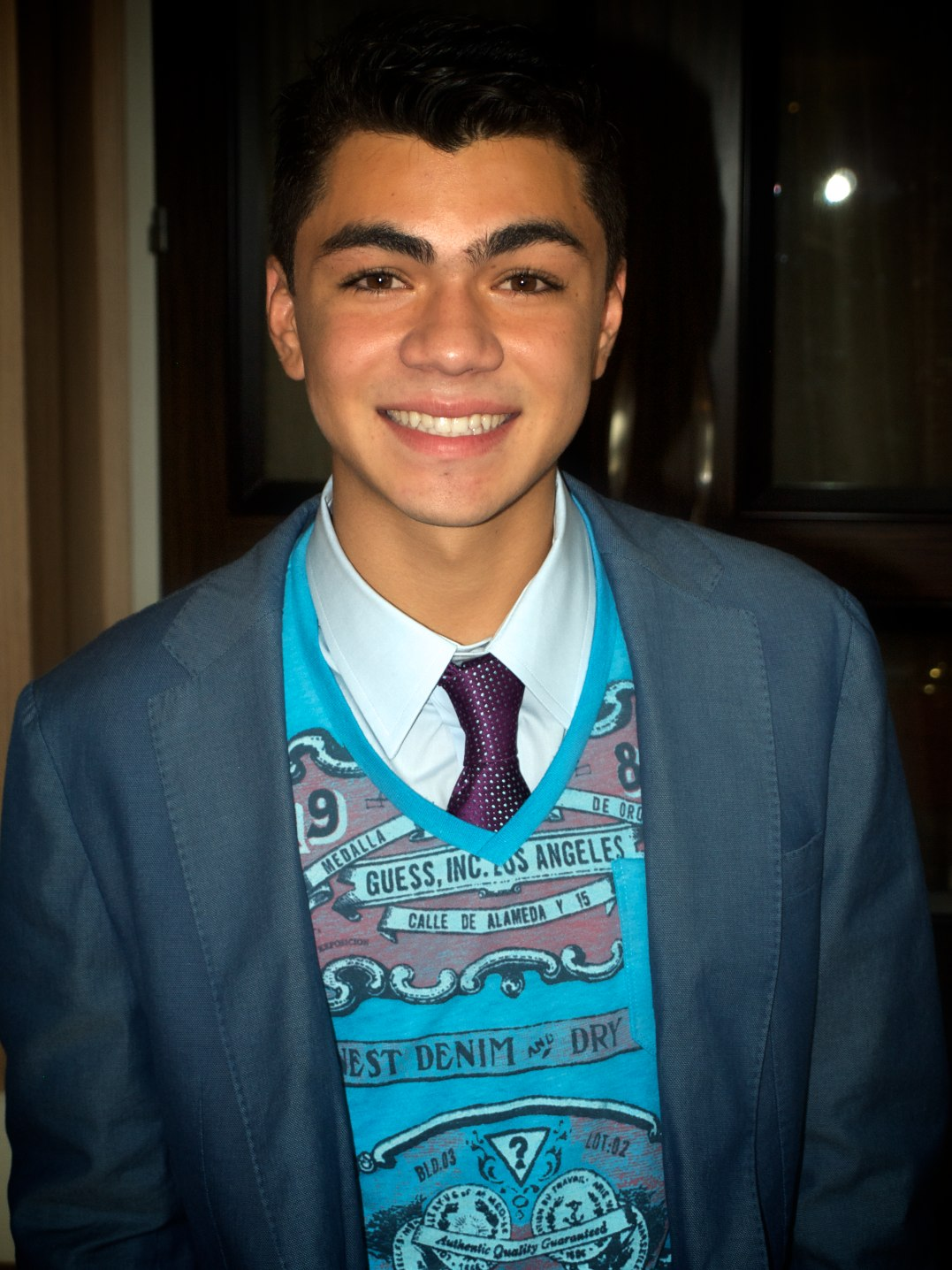
Adam Irigoyen (2012)

Adam Irigoyen (* 5. August 1997 in Miami, Florida) ist ein US-amerikanischer Schauspieler und Synchronsprecher. Bekanntheit erlangte er vor allem durch seine Rolle als Deuce Martinez in der US-Fernsehserie Shake It Up – Tanzen ist alles.

## Leben und Karriere
Irigoyen, der im Jahre 1997 in Miami geboren wurde, begann seine Karriere als Schauspieler im Alter von elf Jahren. Anfangs sammelte er in Werbespots und Printkampagnen erste Erfahrungen und kam schließlich im Jahre 2009 zu seinem ersten nennenswerten Fernsehauftritt, als er eine Gastrolle in der mit einem Primetime Emmy ausgezeichneten US-Sitcom Die Zauberer vom Waverly Place übernahm und dabei in einer Episode zu sehen war. Durch seinen dortigen Auftritt schaffte er es auch in die Besetzung der von 2010 bis 2013 ausgestrahlten und ebenfalls von der Walt Disney Company produzierten Serie Shake It Up – Tanzen ist alles, in der er mit Deuce Martinez eine der Hauptfiguren mimt. In der Serie spielt er den einfallsreichen und unerschütterlichen Freund von CeCe Jones (gespielt von Bella Thorne) und Raquel „Rocky“ Blue (gespielt von Zendaya), der den beiden Mädchen dabei hilft, professionelle Tänzerinnen zu werden. Für diese Rolle wurde er 2011 und 2012 bei den Young Artist Awards in der Kategorie Herausragende Besetzung in einer Fernsehserie nominiert. Des Weiteren übernahm er im Jahre 2010 eine eher unwesentliche Synchronrolle im Animationsfilm Tinkerbell – Ein Sommer voller Abenteuer.
Derzeit lebt Adam Irigoyen mit seinen Eltern Annie und Eric, welche beide als Schullehrer bzw. Erzieher tätig sind, sowie mit seinem jüngeren Bruder Jake in Südkalifornien. Der begeisterte Tänzer und Sportler ist regelmäßig im Basketballsport aktiv und gewann unter anderem mit seinem Jugendteam eine Meisterschaft im County, in dem der Verein ansässig ist.

## Filmografie
- 2009: Die Zauberer vom Waverly Place (Wizards of Waverly Place, Fernsehserie, Episode 3x05)
- 2010: Tinkerbell – Ein Sommer voller Abenteuer (Tinker Bell and the Great Fairy Rescue, Stimme)
- 2010–2013: Shake It Up – Tanzen ist alles (Shake it Up, Fernsehserie, 78 Episoden)
- 2011: Meine Schwester (Fernsehserie, Episode 2x13)
- 2012: Alex und Whitney – Sex ohne Ehe (Fernsehserie, 2 Episoden)
- 2014: 2 Broke Girls (Fernsehserie, Episode 3x24)
- 2015–2018: The Last Ship (Fernsehserie, 17 Episoden)
- 2016: K.C. Undercover (Fernsehserie, Episode 2x18)
- 2019–2020: Henry Danger (Fernsehserie, 2 Episoden)
- 2020: Away (Fernsehserie, 8 Episoden)
- 2023: A Brother Story (Kurzfilm)